# Kuba i olympiska sommarspelen 1968
Kuba deltog med 115 deltagare vid de olympiska sommarspelen 1968 i Mexico City. Totalt vann de fyra silvermedaljer.

## Medaljer

### Silver
- Enrique Requeiferos - Boxning, lätt weltervikt.
- Rolando Garbey - Boxning, lätt mellanvikt .
- Enrique Figuerola, Hermes Ramírez, Juan Morales och Pablo Montes - Friidrott, 4 x 100 meter.
- Violetta Quesada, Miguelina Cobián, Marlene Elejarde och Fulgencia Romay - Friidrott, 4 x 100 meter.